# Siegfried R. Waldvogel

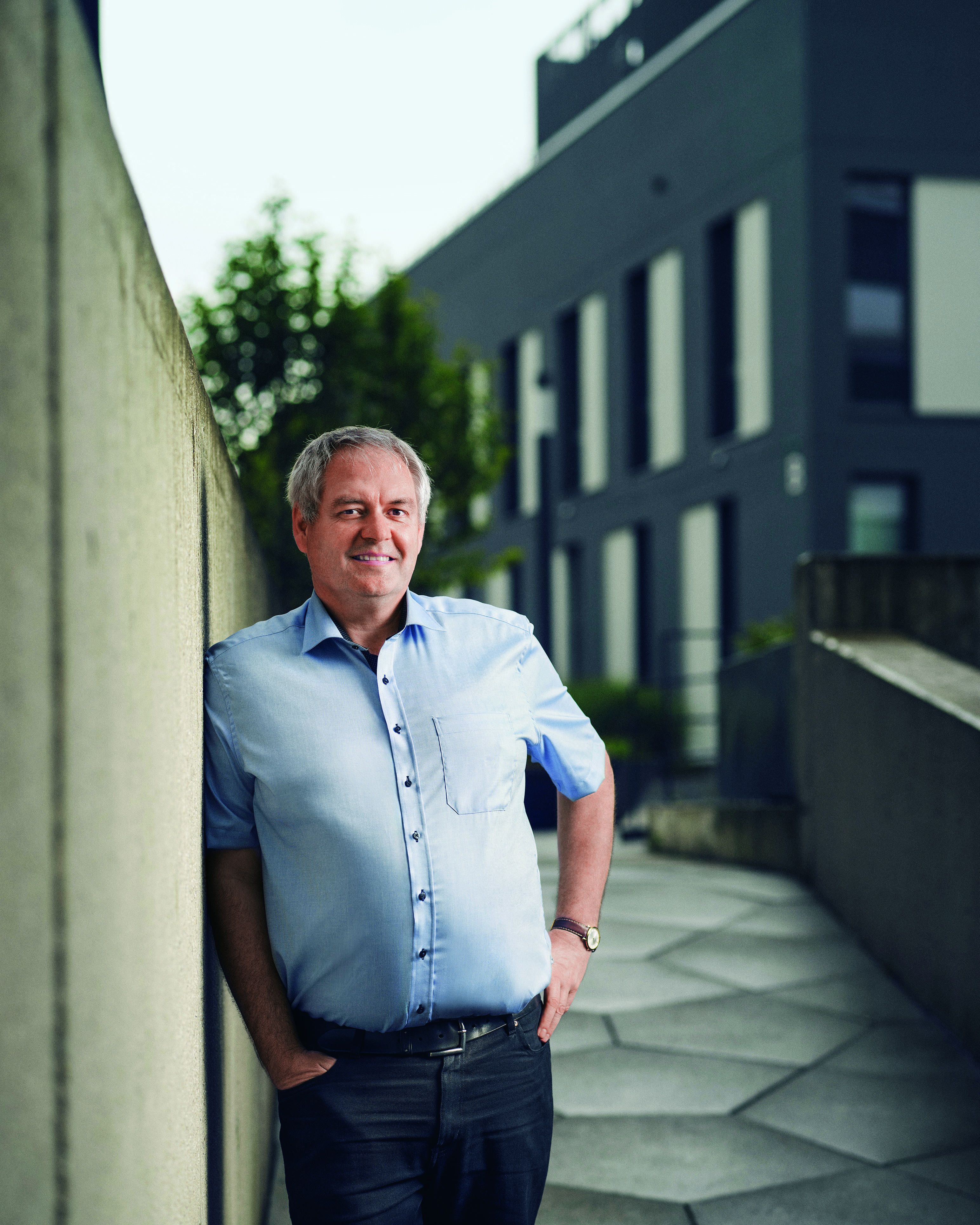
Waldvogel am MPI CEC

Siegfried Reinhart Waldvogel (* 1969 in Konstanz) ist ein deutscher Chemiker. Er ist Professor für Organische Chemie. Er hat ab 2010 am Lehrstuhl für Organische Chemie der Johannes Gutenberg-Universität Mainz gelehrt und geforscht. Seit Dezember 2023 ist er Direktor am Max-Planck-Institut für Chemische Energiekonversion in Mülheim an der Ruhr. Der Schwerpunkt seiner Arbeiten ist die Organische Elektrochemie, insbesondere die Herstellung von organischen Verbindungen durch Elektrosynthese, also mit Hilfe des elektrischen Stromes und einer Elektrolysezelle.

## Leben
Waldvogel studierte 1989 bis 1994 Chemie an der Universität Konstanz und schloss dort das Studium mit einer Diplomarbeit bei Wolfgang Pfleiderer ab. Seine Doktorarbeit schrieb er von 1994 bis 1996 an der Universität Bochum und am Max-Planck-Institut für Kohlenforschung in Mülheim an der Ruhr bei Manfred T. Reetz. 1997 bis 1998 war er Postdoktorand in der Gruppe von Julius Rebek am Scripps Research Institute in La Jolla in Kalifornien. Er habilitierte 1998 bis 2004 an der Universität Münster. 2004 bis 2010 war er Professor an der Universität Bonn.
Zusammen mit Dr. Tobias Gärtner vom Fraunhofer-Institut für Grenzflächen- und Bioverfahrenstechnik gründete Waldvogel 2018 das Unternehmen ESy-Labs GmbH. Im Oktober 2019 wurde Waldvogel zum Direktor des Gutenberg-Forschungskollegs (GFK) gewählt.

## Werke
Waldvogel ist Autor oder Mitautor von mehr als 400 Veröffentlichungen und 50 Patenten; 404 seiner Publikationen waren im Juni 2025 bei ORCID gelistet. Im Juni 2025 hatte die Datenbank Scopus 379 seiner Publikationen erfasst; sein Scopus-h-Index lag an diesem Zeitpunkt bei 66. Google Scholar nennt für ihn 680 Dokumente und einen h-Index von 74.
Die bis Juni 2025 am häufigsten zitierten Arbeiten Waldvogels sind:
- Electrifying Organic Synthesis, Angew. Chem. Int. Ed. 2018, 57, 5594 – 5619.[12]
- Modern Electrochemical Aspects for the Synthesis of Value‐Added Organic Products, Angew. Chem. Int. Ed. 2018, 57, 6018 – 6041.[13]
- Electrochemical Arylation Reaction, Chem. Rev. 2018, 118, 14, 6706–6765.[14]
- Electro-organic synthesis – a 21st century technique, Chem. Sci., 2020,11, 12386–12400.[15]

## Auszeichnungen
Waldvogel erhielt u. a. folgende Auszeichnungen:
- 1989: 4. Preis Chemie beim Bundeswettbewerb von Jugend forscht[16]
- 1996: Otto-Hahn-Medaille der Max-Planck-Gesellschaft
- 2019/2020: Novartis Chemistry Lectureship Award[4][17][18]
- 2003: Preis der Hellmut-Bredereck-Stiftung der Gesellschaft Deutscher Chemiker GdCh[19]
- 2013: Zukunftspreis Pfalz des Bezirksverbandes Pfalz (für die Gewinnung von Vanillin aus Holzabfällen mithilfe von Strom)[20][21]
- 2020: Manuel M. Baizer Award der Electrochemical Society ECS[22][23] (für seine Beiträge zum Gebiet der organischen Elektrochemie[24])
- 2022: Sigma-Aldrich-Vorlesung[25]
- 2023: Unternehmensgründer Unipreneur, verliehen von Bundesforschungsministerin Bettina Stark-Watzinger[8][26]
- 2024: Honorarprofessur in der Fakultät für Chemie und Biowissenschaften des Karlsruher Instituts für Technologie KIT[27]
- 2025: Wöhler-Preis für Nachhaltige Chemie, verliehen von der Gesellschaft Deutscher Chemiker GDCh[2][3]
- 2025: Honorarprofessur an der Universität Duisburg-Essen – „Electrifying Synthesis – Next Level“[28]